# ロックマンエグゼ5DS ツインリーダーズ
『ロックマンエグゼ5DS ツインリーダーズ』（ロックマンエグゼファイブDS ツインリーダーズ）は、ニンテンドーDS専用ソフトとして2005年7月21日にカプコンから発売されたゲームソフト。

## 概要
カプコンのニンテンドーDS参入第1弾ソフトである。
本作はゲームボーイアドバンス(GBA)版のチーム オブ ブルース、チーム オブ カーネルの2つのバージョンを1本に収録した作品であり、ニンテンドーDSならではの新機能を多数追加された。ストーリーはGBA版の『ロックマンエグゼ5』と基本的に同じである。

## ツインリーダーズの新項目・機能
タッチ操作やマイク機能など、ニンテンドーDSならではの機能を活かして、GBA版にはなかった機能が多数追加されている。
マイク機能
バトル中にロックマンや仲間のナビがダメージを受けて、ココロウインドウが紫（危機状態）になったら、DSのマイクにむかって「がんばれ! ロックマン!」などと応援する（実際はマイクに音が入力されているかで判定される）ことでHPが回復したり、フルシンクロ状態になる。
パーティバトルシステム
DSのタッチパネルに最大2体まで、各バージョンの仲間ナビのデータをダウンロードして戦う事ができる。バトル中やカスタム画面にいる時にタッチパネルに触れれば、交代できる。ただし、無限に交代できるわけではなく、交代するとチェンジスロットが埋まっていく。基本的に3回まで。また、特定のエリアでは使用できない。フルシンクロしたナビが特定のナビと交代すると、Wアタックが発動する。
パーティカスタマイザー
通称P.カスタマイザー。チームメンバーにさまざまな機能を追加できる。ナビカスタマイザーとは異なり、横一直線であるプラスパーツとプログラムパーツの区別がない。ただし各パーツには、ナビカスタマイザーと同様、色があるので、同じ色同士を隣り合わせに置くことはできない。
トランスポーターチップ
本作では、このチップを使う事で別バージョンのナビをリベレートミッションで使用可能になる。同じ役割を持つナビと交代する。例えば、ブルースを交代すればカーネルが代わりに使えるようになる。トランスポーターチップ1枚につき1体交代ができる。ロックマンは交代できない。
交代できるナビ
- ブルース⇔カーネル
- マグネットマン⇔ナイトマン
- ジャイロマン⇔シャドーマン
- ナパームマン⇔トマホークマン
- サーチマン⇔ナンバーマン
- メディ⇔トードマン

Wスロットイン
歴代のロックマンエグゼシリーズをGBAのスロットに差し込んでゲームを開始すると、様々な新要素が追加される。ただし、当時発売されていなかった『ロックマンエグゼ6』と『ロックマンエグゼ バトルチップGP』は非対応となっている。
全てのダブルスロットインに共通して、リベレートミッションでのロックマン以外のキャラクターの能力が向上されるようになる他、戦闘時のBGMが差し込んだカートリッジのものに変更される効果がある。原曲そのままではなく本作独自のアレンジが加えられており、GBA特有の電子音にはない豪華な仕上がりとなっている。
なお、DSiなどのGBAのスロットがない機種ではこの機能が使えない。
Wスロットすることで追加される要素
- 1より、電脳世界の特定のエリアに予備フォルダを「対戦フォルダ」にしてもらえるナビが現れる。
- 2より、現実世界の特定のエリアに一部のサブチップを通常の半額で購入できる人物が現れる。
- 3より、電脳世界の特定のエリアにナビカスプログラムを販売するネット商人が現れる。
- 4より、電脳世界の特定のエリアの掲示板にプログラムアドバンスの情報が追加される。
- 4.5より、電脳世界の特定のホームページに金のプログラムが現れて、イベントが追加される。
- 5より、GBA版で編集したチップフォルダをコンバートして予備フォルダとして使用できる他、シナリオクリア済のセーブデータであればトランスポーターチップが1枚追加される。

フォルテクロスロックマン
『エグゼ5』をフォルテマークを獲得した状態でWスロットするとフォルテに似た姿のロックマンを使うことができる。
ツインリーダーズでチーム オブ ブルースの方を選べば金のフォルテクロスロックマンが使え、チャージショットがシューティングバスターになる。また、チーム オブ カーネルの方を選べば銀のフォルテクロスロックマンが使え、チャージショットがヘルズローリングになり、両方とも通常のバスターがトリプルバスター（3方向に放たれるバスター）になる。
ソルクロスロックマン
フォルテクロスロックマンと同様にGBAソフト「新・ボクらの太陽 逆襲のサバタ」をWスロットしながらプレイすることで、太陽の力を使うことができるソルクロスロックマンを使うことができる。
また、「新・ボクらの太陽 逆襲のサバタ」の他、「ボクらの太陽」や「続・ボクらの太陽」をWスロットしながらプレイすることで、現実世界のシャチホコ城での100人斬りのミニゲームが1000人斬りに変化して、このミニゲームの結果に応じてゾクタイトレーダーで使えるクロスオーバーポイントが加算されるようになる。
その他の変更点
- 光熱斗（声 - 比嘉久美子）、ロックマン（声 - 木村亜希子）、ブルース（声 - 松風雅也）、カーネル（声 - 安元洋貴）に音声が追加され、アニメ版と同じ声優が担当している。
- GBA版はセーブデータは1つしか保存できなかったが、今作のみ2つのセーブデータを作ることができる（ブルース版とカーネル版一つずつだけでなく、同バージョンを複数作ることも可能）。
- ゲーム起動時のOPに当時のアニメ『ロックマンエグゼStream』のOPであるBuzy「Be Somewhere」（インペリアルレコード/テイチクエンタテインメント）[3]が使われ、アニメのような画質のキャラクターが登場する演出が追加。エグゼシリーズでこういったOPが存在するのは今作のみである。
- タッチパネルの部分がPETとなる。十字キーで操作できるが、タッチパネルに触っても操作できる。現実世界にいる時は、PETの画面に3Dのロックマンがいる。プラグインもタッチパネルのPLUGINの項目から出来る。ナビカスタマイザーもタッチパネルで操作可能。
- 下画面にマップ機能が追加されている。今いるエリアの全体図や現在位置の把握も可能であるが、最初から見ることが出来るマップと、青いミステリーデータのマップデータを入手しないと見ることが出来ないマップがある。
- BGMはDSの音源にアレンジされた。
- プラグインなどの一部の演出画面のグラフィックが作り直されて、グラフィックが向上した。
- 主要キャラクターの顔グラフィックに複数の表情が用意され、場面に応じた表情に変化する演出が追加。
- リベレートミッション中でもチップフォルダが編集できるようになり、セーブが1フェイズにつき1回できるようになった。また、仲間ナビが隣接する状態でリベレートする時に「一緒に戦う」と選択するとそのナビとパーティバトルでリベレートできるようになった（ただし、実行するとそのナビも行動済となる）。
- ハードが異なるため、GBA版にあった改造カードとプログレスチップゲートとクロスオーバーバトルの機能がなくなり、今作で遊ぶことが出来なくなった。また、GBA版との通信での対戦や交換も出来ない。
- 容量が増えたため、セーブする処理が遅くなった。そのため、実行した後に自動セーブとなるチップトレーダーをまとめて10回分までチップを入れられるようになった。
- 通信対戦にチームナビと組んだパーティバトルの「対戦チームバトル」、最大8人までトーナメントで対戦できる「バトルトーナメント」、バトルトーナメントと同様にチームバトルでのトーナメントの「チームトーナメント」が追加された。
- データライブラリのシークレットにリーダーズレイドとロードオブカオスのチップが追加された。

## 限定チップの入手
ロックマンエグゼシリーズは必ず限定配信のチップが存在する。
本作ではロットナンバーという特定ナンバーを入れるとアイテムがGETできるマシンにより入手が可能になっている。